# Terrier (wapen)

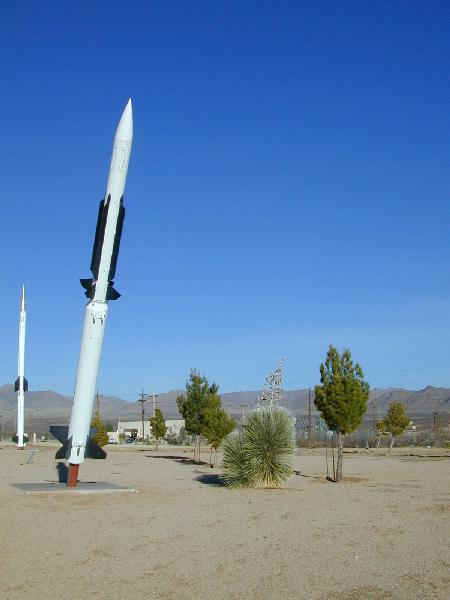
Terrier te zien in het 'White Sand Missile Range Museum'

De Terrier is een Amerikaanse luchtdoelraket, in gebruik bij de United States Navy vanaf het begin van de jaren vijftig tot kort na 1970. De Terrier was een tweetrapsraket voor de middellange afstand. 

## Achtergrond
Al tijdens de Tweede Wereldoorlog startte de US Navy het Bumblebee project, opgezet om te voorzien in de luchtverdediging in het gat tussen de jachtvliegtuigen en het luchtafweergeschut van de schepen. Binnen dit project werden vijf luchtdoelraketten ontworpen: Terrier, Talos, Triton, Typhon en Tartar, waarvan de Triton en de Typhon nooit in gebruik zijn genomen. 
De Talos, bestemd voor de lange afstand, was de eerste in de serie, maar niet de eerste die in productie ging. Dat was de Terrier, in het begin van de jaren vijftig al. De Terrier, een middellange afstand raket, behoorde al spoedig tot de standaardbewapening van diverse kruisers van de Amerikaanse marine. In 1959 volgde de Tartar, een feite een Terrier zonder booster of lanceertrap. De Tartar was daardoor kleiner en handzamer en geschikt voor torpedobootjagers. Op sommige kruisers werd de Tartar gevoerd naast de Terrier, voor de korte afstand luchtverdediging.
Door de veelbelovende ontwikkelingen aan de Standard missile, in de jaren zestig, werden moderniseringen aan Terrier en Tartar stopgezet. De ontwikkeling van de Triton en de Typhon werd geheel gestaakt. 
Vanaf eind jaren zestig zijn alle Terrier en Tartar raketten van de Amerikaanse marine vervangen door de Standard Missile. De Standard Missile, bestaat in 2 varianten: ER (Extended Range) - net als de Terrier met booster en de MR (Medium Range) - zonder booster. De Standard Missile-1 (SM-1) werd in de jaren tachtig vervangen door de Standard Missile-2 (SM-2) met groter bereik. Inmiddels is een derde (SM-3) variant in productie, die geschikt wordt geacht om ook ballistische raketten te onderscheppen.

## Andere marines
De Terrier was ook in gebruik bij enkele buitenlandse marines, waaronder de Koninklijke Marine. De Koninklijke Marine ontving, nog in het kader van het Mutual Defense Aid Program, een installatie voor de kruiser De Zeven Provinciën. Het schip werd daarvoor van 1962 tot 1964 verbouwd. In 1975 werd de kruiser verkocht aan Peru. Aangezien de Terrier niet meegeleverd mocht worden, diende die voor verkoop verwijderd te worden.